# 藤江れいな
藤江 れいな（ふじえ れいな、1994年〈平成6年〉2月1日 - ）は、日本の女優、タレント。女性アイドルグループ・AKB48およびNMB48の元メンバーである。千葉県鎌ケ谷市出身。イトーカンパニー所属。

## 略歴
2007年
- 5月27日、『AKB48 第一回研究生（4期生）オーディション』に合格。

2008年
- 3月26日付で、研究生よりチームAメンバーに昇格。

2009年
- 4月、近野莉菜とともにマザー牧場イメージガールとなる[4]。

2010年
- 3月12日、チームKに異動した。
- 5月から6月にかけて実施された『AKB48 17thシングル 選抜総選挙「母さんに誓って、ガチです」』では33位で、アンダーガールズに選ばれる。

2011年
- 4月1日付で、イトーカンパニーリセからイトーカンパニーへ事務所を移籍[5]。
- 5月から6月にかけて実施された『AKB48 22ndシングル 選抜総選挙「今年もガチです」』では40位で、アンダーガールズに選ばれる[6]。
- 9月20日に開催された『AKB48 24thシングル選抜じゃんけん大会』では2位で、選抜メンバーになる[7]。

2012年
- 3月4日、Google+の秋元康の投稿においてぐぐたす選抜が発表され[要追加記述]、ぐぐたす選抜になる。
- 4月3日、3年間務めたマザー牧場のイメージガールを終了。引き続き、近野とともに「マザー牧場応援隊」に任命された[8]。
- 5月から6月にかけて実施された『AKB48 27thシングル 選抜総選挙』では40位で、ネクストガールズに選ばれる[9]。
- 8月24日に開催された『AKB48 in TOKYO DOME 〜1830mの夢〜』初日公演において、チームBに異動することが発表された[10]。
- 11月1日、チームBに異動。
- 11月3日、チームBウェイティング公演のスターティングメンバーとして新チームでの活動を開始する[11]。

2013年
- 5月から6月にかけて実施された『AKB48 32ndシングル 選抜総選挙』では32位となり、アンダーガールズに選出される[12]。

2014年
- 2月24日、Zepp DiverCityで開催された『AKB48グループ大組閣祭り』で、NMB48チームMへの移籍が発表される[13]。
- 3月15日、同年10月19日開催の『ちばアクアラインマラソン2014』のPR大使に就任することが発表され[14]、同年4月9日に、千葉県庁で就任式が行われた[15]。
- 4月5日、さいたまスーパーアリーナで開催された『AKB48グループ春コンinさいたまスーパーアリーナ〜思い出は全部ここに捨てていけ！〜』NMB48単独コンサートにおいて、NMB48メンバーとして初出演[16]。
- 4月23日、AKB48 チームBウェイティング公演の千秋楽で藤江を含む移籍メンバーの壮行会が行われる[17]。
- 5月2日、この日初日を迎えたNMB48 チームM 2nd Stage「RESET」公演でNMB48劇場初出演[18]。
- 5月から6月にかけて実施された『AKB48 37thシングル 選抜総選挙』では33位となり、ネクストガールズに選出される。

2015年
- 4月3日、NMB48劇場で行われた山田菜々の卒業公演において、山田の後任としてチームMのキャプテンに任命される[19]。
- 5月から6月にかけて実施された『AKB48 41stシングル 選抜総選挙』では35位となり、ネクストガールズに選出される[20]。

2016年
- 10月18日に神戸ワールド記念ホールで開催された『NMB48 6th Anniversary LIVE』で発表された「大組閣」と称したチーム再編により、チームBIIへの異動が発表され、2017年1月1日に新チーム体制に移行した[21]。

2017年
- 1月31日、チームBII「恋愛禁止条例」公演においてNMB48、および48グループを卒業することを発表[22]。5月27日に開催された卒業公演をもってNMB48としての活動を終了した[23]。

## 人物
- 「心のきれいな子になってほしい」という理由から「れいな」と命名された[24]。
- 家族は両親と兄1人がいる[25]。また、Berryz工房および元PINK CRES.の夏焼雅は従姉[26][27][28][29][30]。プロサッカー選手の宮崎幾笑は再従弟[31][32]。
- 小学校時代は吹奏楽部に所属しクラリネットを担当した[33]。中学校時代はバドミントン部に所属していた[34]。
- 小学校6年生の3学期にじゃんけんで負けて学級委員になったことがある[35]。
- 特技は三点倒立[36]。
- 将来の夢はモデル[2]。香里奈のように女優とモデル、両方で活躍することが目標だった[37]。卒業後は「音楽活動を行わない」と宣言している。自身のGoogle+でその日の私服を毎日22時に公開する本人発案のファッション企画『22時の嫁』を2012年3月19日より開始[2]。この企画は雑誌『Myojo』（集英社）でも特集が組まれた[2]。
- 目標の人物は、同じくAKB48メンバーだった大島優子。
- 好きなアーティストはあいみょん、back number、EXILE、Berryz工房、安室奈美恵[34]。
- 好きな食べ物は餅明太チーズのもんじゃ焼き、イチゴ、牛タン。また、梅系と昆布の菓子、ピンクグレープフルーツ味のフリスクを持ち歩いている[38]。
- 2軍が本拠地を置く鎌ケ谷市出身であることから、北海道日本ハムファイターズのファンである。2013年8月に2軍の本拠地であるファイターズ鎌ケ谷スタジアムで「鎌スタ☆一日応援隊長」を務めて以来ファンになった[39]。2016年11月23日には札幌ドームで開催された北海道日本ハムファイターズのファンフェスティバルにアシスタントとして参加している[40]。好きな選手はブランドン・レアードと宮西尚生[41]。
- サッカー好きでもあり、好きな選手は内田篤人である[42]。
- アニメ『ルーニー・テューンズ』に登場するトゥイーティーが好きで、夏物Tシャツだけで40枚近く所有しているほか、バッグの中身も、丁度いい大きさのものが見つからないという理由でメイクポーチがマイメロディグッズになっている以外「トゥイーティーだらけ」[43]。
- 「弟」とも呼ぶ「マックス」という名のミニチュアダックスフントを飼っていた[44][45]。2020年6月24日からは「アネラ」と名付けた雌のチワックスを飼っている[46]。
- 2018年に普通自動車免許を取得したことを公表した[47]。
- ラジオNIKKEIにて『私を競馬につれてって』のパーソナリティを務めたこともあり、競馬関係の仕事も多い。好きな馬はキセキ[48]、ダノンデサイルであると語る[49]。

### AKB48・NMB48
- キャッチフレーズは「目指せ! スーパーガール」[50]、「元気の3段活用! にゃん、にゅん、にょん」などを使用していた[51]。
- オーディションの時点では、自他共に認めるウルトラマンみたいな顔で、AKB48に入る前に「ウルトラの母」と呼ばれていたこともあった[52]。
- AKB48の楽曲で好きな曲は、自身も参加したアンダーガールズの「君のことが好きだから」[53]。
- AKB48のメンバーで特に仲が良かったのは、北原里英[54]、「旦那」と呼ぶ[55]石田晴香[56]、野中美郷[57]、「相方」と表現している近野莉菜[58]、互いに「ぴょん」「にゃん」と呼び合う仲の小野恵令奈[59]。尊敬するメンバーは大島優子、高橋みなみ。憧れているのは篠田麻里子[60]。
- 大島麻衣からは妹のようにかわいがられており、大島と2人で「差し入れとかおいしい物にがっつく」ことを目的とした「きんぴらごぼう会」を結成していた[61]。大島のAKB48卒業について聞いた際は「もう、訳が分からなくてとにかくショックで泣けてきた」という[55]。『AKBINGO!』で大島の卒業企画として豊平川マラソン（札幌市）ハーフマラソンの部を一緒に走った際は、2時間21分のタイムでゴール前地点に到達したが[62]、大島がゴールに現れるまで待ち、一緒に[要出典]2時間35分17秒のタイムでゴールした[62]。さらに、当時大島が司会をしていた『すイエんサー』ではAKB48メンバーとしては最多登場回数だった[63]。
- 岩佐美咲と同じ高校に通学していた[64]。2012年の3月に高校卒業[65]。
- SKE48の推しメンは平田璃香子[66]、高柳明音。特に高柳とはお互いトゥイーティー好きという共通の趣味を通じて仲良くなり[67]、コンサートなどで顔を合わせる度に交互にトゥイーティーグッズをプレゼントし合っていた[68]。

## NMB48・AKB48での参加楽曲

### シングル選抜楽曲
NMB48名義
- らしくない
  - 右にしてるリング -「Team M」名義
- Don't look back!
  - ハート、叫ぶ。 - 「Team M」名義
- ドリアン少年
  - 僕だけのSecret time - 「Team M」名義
- 「Must be now」に収録
  - 片想いよりも思い出を…
  - Good-bye、Guitar -「Team M」名義
- 甘噛み姫
  - 恋を急げ - 「Team M」名義
- 僕はいない
  - 最後の五尺玉 - 「Team M」名義
- 僕以外の誰か
  - Let it snow ! - 「Team BII」名義

AKB48名義
- 10年桜
  - 桜色の空の下で
- 涙サプライズ!
- 「RIVER」に収録
  - 君のことが好きだから - 「アンダーガールズ」名義
- 「ポニーテールとシュシュ」に収録
  - 盗まれた唇 - 「アンダーガールズ」名義
- 「ヘビーローテーション」に収録
  - 涙のシーソーゲーム - 「アンダーガールズ」名義
- 「Beginner」に収録
  - 僕だけのvalue - 「アンダーガールズ」名義
- 「チャンスの順番」に収録
  - ALIVE - 「チームK」名義
- 「桜の木になろう」に収録
  - 偶然の十字路 - 「アンダーガールズ」名義
- 「Everyday、カチューシャ」に収録
  - 人の力 - 「アンダーガールズ」名義
- 「フライングゲット」に収録
  - 抱きしめちゃいけない - 「アンダーガールズ」名義
- 「風は吹いている」に収録
  - 君の背中 - 「アンダーガールズ」名義
- 上からマリコ
  - ゼロサム太陽 - 「チームK」名義
- 「GIVE ME FIVE!」に収録
  - 羊飼いの旅 - 「スペシャルガールズB」名義
- 「真夏のSounds good !」に収録
  - ぐぐたすの空
- 「ギンガムチェック」に収録
  - ドレミファ音痴 - 「ネクストガールズ」名義
- 「UZA」に収録
  - 正義の味方じゃないヒーロー - 「Team B」名義
- 「永遠プレッシャー」に収録
  - 永遠より続くように - 「OKL48」名義
- 「So long !」に収録
  - Waiting room - 「アンダーガールズ」名義
  - そこで犬のうんち踏んじゃうかね? - 「梅田TeamB」名義
- さよならクロール
  - ロマンス拳銃 - 「Team B」名義
- 「恋するフォーチュンクッキー」に収録
  - 愛の意味を考えてみた - 「アンダーガールズ」名義
- 「ハート・エレキ」に収録
  - Tiny T-shirt - 「Team B」名義
- 鈴懸の木の道で「君の微笑みを夢に見る」と言ってしまったら僕たちの関係はどう変わってしまうのか、僕なりに何日か考えた上でのやや気恥ずかしい結論のようなもの
- 「前しか向かねえ」に収録
  - 君の嘘を知っていた - 「Beauty Giraffes」名義
- 「心のプラカード」に収録
  - ひと夏の反抗期 - 「ネクストガールズ」名義
- 「Green Flash」に収録
  - パンキッシュ - 「NMB48」名義
- 「ハロウィン・ナイト」に収録
  - 水の中の伝導率 - 「ネクストガールズ」名義
- 「君はメロディー」に収録
  - しがみついた青春 - 「NMB48」名義
- 「LOVE TRIP/しあわせを分けなさい」に収録
  - 進化してねえじゃん - 「ネクストガールズ」名義
- 「シュートサイン」に収録
  - 真夜中の強がり - 「NMB48」名義

### アルバム選抜楽曲
NMB48名義
- 『世界の中心は大阪や 〜なんば自治区〜』に収録
  - イビサガール
  - 夏の催眠術 - 「Team M」名義
  - ピーク

AKB48名義
- 『神曲たち』に収録
  - 君と虹と太陽と
- 『ここにいたこと』に収録
  - 僕にできること - 「チームK」名義
  - ここにいたこと- 「AKB48+SKE48+SDN48+NMB48」
- 『1830m』に収録
  - 家出の夜 - 「チームK」名義
  - ぐ〜ぐ〜おなか
  - 青空よ 寂しくないか? - 「AKB48+SKE48+NMB48+HKT48」名義
- 『次の足跡』に収録
  - 10クローネとパン
  - 悲しき近距離恋愛 - 「Team B」名義
- 『ここがロドスだ、ここで跳べ!』に収録
  - 生き続ける

### 劇場公演ユニット曲
AKB48名義
ひまわり組 1st Stage「僕の太陽」（初出演、2007年7月14日）
- アイドルなんて呼ばないで
小野恵令奈・奥真奈美のスタンバイ

チームB 2nd Stage「会いたかった」
- 嘆きのフィギュア
- 渚のCHERRY（センター）
- 背中から抱きしめて
- リオの革命
※渡辺麻友のアンダー

ひまわり組 2nd Stage「夢を死なせるわけにいかない」
- 初めてのジェリービーンズ
※宮澤佐江のスタンバイ。ただし、一部演目では宮澤とのダブルキャストの出演の場合もあり。

チームA 4th Stage「ただいま恋愛中」リバイバル公演
- 7時12分の初恋
※前田敦子のアンダー。

研究生「ただいま恋愛中」公演
- 7時12分の初恋

チームA 5th Stage「恋愛禁止条例」
- 黒い天使
※前田敦子のアンダー
- ツンデレ!
※板野友美のユニットアンダー

THEATRE G-ROSSO「夢を死なせるわけにいかない」公演
- となりのバナナ
※河西智美・高城亜樹・仲川遥香・岩佐美咲のスタンバイ
- 初めてのジェリービーンズ
※宮澤佐江・高城亜樹・仲谷明香・鈴木まりやのスタンバイ

チームK 6th Stage「RESET」
- 心の端のソファー
- 制服レジスタンス ※
※板野友美・横山由依のユニットアンダー

梅田チームB ウェイティング公演
- 抱きしめられたら（チームK 5th Stage「逆上がり」、倉持明日香のポジション）

NMB48名義
チームM 2nd Stage「RESET」
- 明日のためにキスを（1st UNIT）
- 心の端のソファー（山田菜々卒業後）
- 逆転王子様（2nd UNIT）

 チームBII 4th Stage「恋愛禁止条例」
- 真夏のクリスマスローズ
- 黒い天使
※太田夢莉のアンダー

## 出演

### テレビドラマ
- マジすか学園 最終話（2010年3月26日、テレビ東京） - 馬路須加女学園生徒 役
- NHK 連続テレビ小説（NHK）
  - ゲゲゲの女房 第93話（2010年7月14日） - テレビのCM女性タレント 役
  - あまちゃん 第6話（2013年4月6日） - 天野アキのクラスメイト 役
- ハンチョウ〜神南署安積班〜 シリーズ4 〜正義の代償〜 第4話（2011年5月2日、TBS） - 服部緩奈 役
- からくり侍 セッシャー1 シーズン1 第4話（2011年7月3日、テレビ静岡） - 津和れいな 役
- マジすか学園2 最終話（2011年7月1日、テレビ東京） - レイナ 役
- So long ! 第3夜（2013年2月13日、日本テレビ） - 安藤美里 役
- 天魔さんがゆく 第2話・3話（2013年7月22日、TBS） - 本人 役
- こんにちは、女優の相楽樹です。 第1話（2017年3月7日、テレビ東京） - ももか 役[69]
- 超時空彩の国S.T.M ショートドラマ「家政婦は見た」（2018年10月11日 - 11月29日、テレビ埼玉） - 主演・神保ちづる 役
- フレンドシップ 第3話（2021年12月14日、BS日テレ） - 岬 役[70]

### その他のテレビ番組
※はインターネット配信。
- 勝利の女神5（2010年1月1日 - 3月、千葉テレビ / スカイパーフェクTV!・エンタ!371）
- 熱血BO-SO TV（2010年4月17日・6月19日・10月2日・2011年4月30日、千葉テレビ）
- 藤江れいな☆近野莉菜のまだまだこれからッ!（2011年2月 - 2012年3月、PigooHD・エンタ!371）
- 開運音楽堂（2012年7月21日 - 9月1日 / 2018年7月28日 - 2021年9月25日、TBS） - アシスタント"自称"番組プロデューサー / 第13代アシスタント（初代Music Presenter）[71][注 1]
- GirlsNews〜ガールズポップ（2012年4月17日 - 2013年4月4日、Pigoo HD・エンタ!371） - 番組メインMC
- THE☆BEST（2012年11月2日 - 2015年3月1日、日本映画専門チャンネル） - 選考委員会書記（MC）[72]
- 藤江れいな presents GIRLS POP LIVE!!（2013年5月1日 - 11月2日、アイドル専門チャンネルPigoo） - 番組MC[73]
- 超時空彩の国S.T.Mシーズン2（2019年4月2日 - 、テレビ埼玉） - MC
- 川崎競馬スパーキングトークLIVE（2021年 - 不定期出演（重賞開催日を除く2～4日目のいずれか）、YouTube 川崎競馬公式ch※） - MC（同じ元AKB48の小林茉里奈と交代で担当）

### 映画
- NAKED BOYZショートムービー Vol. 1「自分生中継」（2011年7月16日、アルゴ・ピクチャーズ） - 奈々子 役[74]
- 縁切り村〜デッド・エンド・サバイバル〜（2011年10月15日、スカイアンドロード） - 主演・縁切り様 役
- イトーチューブ Short Movie Collection「マネキン少女」（2011年11月、アルゴ・ピクチャーズ） - マネキン 役[75]
- 死ガ二人ヲワカツマデ…第2章「南瓜花-nananka-」（2012年9月1日、日活） - 主演・新田怜羅 役（豊永利行とのダブル主演）[76][77]
- 放課後たち「Do you think about me?」（2013年10月、オフィス・インベーダー） - 主演・小湊綾 役[78]
- 藤江れいな MOVIE☆FESTIVAL（2014年2月1日）[79]
- 眠り姫 Dream On Dreamer（2014年5月31日、サンブリリアント） - 主演・神宮寺絢芽 役[80]
- ワールドオブザ体育館（2014年6月30日[注 2]）[81]
- いつかの、玄関たちと、（2014年10月18日、アルゴ・ピクチャーズ） - 主演・大塚あやめ 役[82]
- ベトナムの風に吹かれて（2015年10月17日、アルゴ・ピクチャーズ） - 坂口真希 役[83]
- 恐怖的真相（原題）（2017年6月公開、台湾映画） - 主演・妖 役[84]
- アニメ女子・外伝〜藍の翼・カーレッジ〜（2019年1月5日公開）- 主演・橋本琴葉 役[85]
- 私たちは、（2019年8月3日公開）[86]
- アイドル三國志BATTLE（2019年10月、オメガフィルム）‐ 拳崎香澄 役[87]
- 白と黒の同窓会（2019年11月16日公開、ミカタ・エンタテインメント） - マキ 役[88]

### ラジオ
- ゴチャ・まぜっ!水曜日（2013年4月17日 - 2014年3月26日、MBSラジオ）[89]
- NMB48りかとダレカのガールズ☆ト〜ク（2015年1月4日 - 2016年7月31日、不定期出演、ラジオ関西）
- 私を競馬につれてって（2017年10月6日 - 2023年12月28日、ラジオNIKKEI） - メインパーソナリティ

### ラジオドラマ
- 青春アドベンチャー（NHK-FM）
  - ゴー・ゴー! チキンズ2（2010年7月26日 - 8月6日） - ファン 役
  - 神南の母の備忘録1『愛しのジェシカ』（2010年12月20日）

### 舞台
- HYPER CRAZY FASHION MUSICAL（2010年3月20日、南青山マンダラ）
- 第5回東京パフォーマーズ倶楽部公演 人情喜劇「浅草あちゃらか」（2010年9月16日 - 20日、六行会ホール） - 福富雛子 役[90]
- projectDREAMER2014 Vol.1「アルゴリズム、虎よ!」（2014年2月4日 - 8日、戸野廣浩司記念劇場） - 舞台初主演作[要出典]
- ダンガンロンパ THE STAGE 〜希望の学園と絶望の高校生〜（2014年10月29日 - 11月3日、日本青年館 大ホール） - 朝日奈葵 役（大島なぎさとのダブルキャスト）[91]
- 海を視る、（2019年8月20日 - 23日、文化シヤッターBXホール）[92]
- 知恵と希望と極悪キノコ（2020年8月19日 - 23日、東京芸術劇場 シアターウエスト）- 広瀬愛 役[93][94]

### 広報
- マザー牧場2009イメージガール（2009年4月28日 - ）[95]
- ちばアクアラインマラソン2014 PR大使（2014年3月14日 - ）[96]

### イベント
- 第21回豊平川マラソン ハーフマラソンの部（2009年5月5日、真駒内屋外競技場・豊平川河川敷）
- マザー牧場 ららぽーとTOKYO-BAY店一日店長（2010年6月12日、ららぽーとTOKYO-BAY）
- Club333 Night View DJ（2012年4月13日、東京タワー）
- 街角美人 Presents Color-i Pet Collection Vol.1（2012年12月9日、横浜BLITZ）[97]
- 鳥取マラソン2014（2014年3月16日、鳥取砂丘オアシス広場・鳥取県庁）
- TiARY TV Fes!! Powered by Tokyo Street Collection（2018年9月9日、品川インターシティホール） - ゲストモデル[98]
- 島ぜんぶでおーきな祭 第11回沖縄国際映画祭（2019年4月20日・21日、桜坂劇場 ホールA・国際通り）[99]
- WWS FESTIVAL vol.1 -Girls Side-（2022年11月23日、SHIBUYA PLEASURE PLEASURE） - MC[100]

### ミュージック・ビデオ
- 徳永ゆうき「恋は難読駅名」（2016年8月19日）[101]

## 書籍

### 写真集
- B.L.T. U-17 summer（2008年8月7日、東京ニュース通信社、TOKYO NEWS MOOK）ISBN 978-4863360174
- B.L.T.U-17 Vol.11 sizzleful girl 2009 summer（2009年8月5日、東京ニュース通信社、TOKYO NEWS MOOK 157号）ISBN 978-4863360600
- Reina（2011年7月19日、双葉社、撮影：西條彰仁）ISBN 4575303348
- 記憶 Memorial Films（2017年6月24日、玄光社、撮影：萩原和幸）ISBN 978-4768308707

### 映像作品
- 常夏ガール（2009年10月23日、グラッソ）
- 眼鏡の転校生（2010年4月29日、グラッソ） - 木下亜理紗 役
- 仮面ライダーW超バトルDVD 丼のα/さらば愛しのレシピよ（2010年7月1日、小学館） - 相田エリコ 役
- shining girl（2011年9月2日、グラッソ）

### 雑誌連載
- デジキャパ!『アイドル写真家育成計画!!』（2013年5月号 - 12月号、学研パブリッシング）[102][103]

### カレンダー
- 藤江れいな・近野莉菜 2010年カレンダー（2009年10月14日、ハゴロモ）
- 藤江れいな 2011年カレンダー（2010年9月30日、ハゴロモ）
- 藤江れいな 2012年カレンダー（2011年11月19日、ハゴロモ）
- 卓上 藤江れいな 2013年カレンダー（2012年12月7日、ハゴロモ）
- 壁掛 藤江れいな 2014年カレンダー（2013年12月6日、ハゴロモ）
- 卓上 藤江れいな 2014年カレンダー（2013年12月6日、ハゴロモ）

### 電子書籍
- 旅の達人「宿バイス」（2011年8月 - 、アド.フジプランニング）